# 是隆站
是隆站（音素換寫：S̄t̄hānī s̄īlm，皇家轉寫：Sathani Si Lom，泰語發音：[sā.tʰǎː.nīː sǐː lōm]）位於泰國首都曼谷巴吞旺縣的是隆路與拍喃四路交界，為曼谷地鐵（MRT）藍線的一座車站，站碼為 SIL。此站毗鄰曼谷集體運輸系統（高架電車）是隆線上的沙拉鈴車站，乘客可利用天橋轉乘。

## 车站构造
本站采用侧式叠式站台，设2个出入口。

### 楼层分布
| G 地面  | 地面               | 巴士站、挽錫 泰國紅十字會 |
| B2 大堂 | 大堂層             | 1-2號出口、售票機         |
| B3 月台 | 2號月台            | MRT 往島本（是樂園）      |
| B3 月台 | 側式月台，左側開門 |                           |
| B5 月台 | 1號月台            | MRT 往曼瓦（三養）        |
| B5 月台 | 側式月台，右側開門 |                           |

## 出口
是隆站目前设有两个出入口。
- 1 ：是乐园
- 2 ：是隆路，通往沙拉鈴車站的天桥。

## 接驳交通

### 曼谷集體運輸系統
- 曼谷集體運輸系統沙拉鈴車站

### 公共自行车
是隆車站出口附近设有两个曼谷公共自行车借还点，借还点名称为朱拉隆功醫院站和Zuellig House站。

## 鄰近地點
- 拍喃四路
  - 杜喜塔尼飯店 (Dusit Thani Hotel)
  - 倫披尼公園 (Lumphini Park)
  - 泰國紅十字會毒蛇醫院 (Thai Red Cross Society Snake Hospital)
  - 朱拉隆功醫院 (Chulalongkorn Hospital)
  - 新加坡資本羅賓遜百貨商店 (Robinson Department Store)
  - 許參商業大廈 (Charn Issara Tower)
  - 加拿大大使館
- 是隆路及素理翁路：
  - 他火野街（Soi Thaniya，渾號：「小東京」）：高檔次的日本式居酒屋及按摩院的集中地；
  - 拍蓬街 (Patpong)：曼谷的著名紅燈區；
  - 巴吞猜街 (Soi Pratuchai)：L字形的巷，能連通拍喃四路。它是為男同性戀者服務的妓院的集中地；
  - 颯街（Soi Sap）：俄羅斯大使館。

## 外部連結
- 曼谷地鐵公司的官方網站
- 曼谷集體運輸系統（架空電車）的官方網站